# L'autodifesa contro la frutta fresca
L'autodifesa contro la frutta fresca (Self Defence Against Fresh Fruit) è uno sketch del Monty Python's Flying Circus trasmesso nel quarto episodio della prima serie e compare anche nel film E ora qualcosa di completamente diverso
È probabilmente una satira verso gli R.S.M. (Sergente Maggiore Regimentale).

## Lo sketch
Ambientato in una palestra, lo sketch inizia con un istruttore (John Cleese) che insegna ad una classe annoiata come ci si difende dalla frutta fresca. Uno studente (Eric Idle) vorrebbe però imparare a come difendersi da un uomo con un bastone acuminato, ma l'insegnante lo rimprovera.

Da sinistra John Cleese, Graham Chapman, Michael Palin, Terry Jones ed Eric Idle in E ora qualcosa di completamente diverso.

Quest'ultimo, poi, inizia a spiegare come ci si difende da un frutto della passione, ma gli studenti dicono che lo hanno già fatto, e che hanno già fatto anche le mele, i datteri, le arance (intere e a spicchi), le melagrane, l'uva, i limoni, i manghi, le fragole, le prugne e i pompelmi. Allora l'insegnante chiede se hanno fatto le banane, gli studenti rispondono di no e l'insegnante comincia a spiegare che la prima cosa che bisogna fare quando si è attaccati da un uomo armato con una banana è disarmarlo e poi mangiare la banana. Uno degli studenti (Michael Palin) domanda cosa bisogna fare se un uomo è armato con un casco di banane, ma viene zittito dall'insegnante e l'altro studente domanda nuovamente cosa bisogna fare se un uomo è armato con un bastone acuminato, ma viene zittito nuovamente. Poi l'insegnante chiede a uno studente chiamato Mr. Harrison (Graham Chapman) di attaccarlo con una banana, ma quando lo studente lo fa l'insegnante lo colpisce sparandogli con una rivoltella e quindi si mangia la banana.
Poi chiede a uno studente chiamato Mr. Thompson (Terry Jones) di attaccarlo con dei lamponi, ma Thompson si rifiuta perché ha paura di fare la stessa fine; l'insegnante gli promette di non sparare e lo studente lo attacca con i lamponi, ma viene schiacciato da un peso di 16 tonnellate. Chiede infine agli ultimi due studenti di fare lo stesso promettendo di non ucciderli. I due lo fanno e l'insegnante libera una tigre che li attacca e, per finire, l'insegnante stesso si fa esplodere con 200 tonnellate di nitroglicerina.

## E ora qualcosa di completamente diverso
Nella versione del film E ora qualcosa di completamente diverso, dopo la morte di Mr. Harrison lo sketch viene interrotto per intervento del colonnello (Graham Chapman).